# Prva hrvatska košarkaška liga 2015-2016
La Prva hrvatska košarkaška liga 2015-2016 è stata la 25ª edizione del massimo campionato croato di pallacanestro maschile. La vittoria finale è stata ad appannaggio del Cedevita.

## Risultati

### Stagione regolare

#### Prima fase
|     | Squadra              | G  | V  | P  | PF   | PS   | Diff. | Pt. | Qualificazione      |
| --- | -------------------- | -- | -- | -- | ---- | ---- | ----- | --- | ------------------- |
| 1.  | KK Zagabria          | 20 | 17 | 3  | 1717 | 1460 | +257  | 37  | poule scudetto      |
| 2.  | Kvarner 2010         | 20 | 14 | 6  | 1652 | 1564 | +88   | 34  | poule scudetto      |
| 3.  | Spalato              | 20 | 13 | 7  | 1569 | 1492 | +77   | 33  | poule scudetto      |
| 4.  | Građanski Šibenik    | 20 | 11 | 9  | 1548 | 1570 | -22   | 31  | poule scudetto      |
| 5.  | Gorica               | 20 | 10 | 10 | 1605 | 1580 | +25   | 30  | poule scudetto      |
| 6.  | Škrljevo             | 20 | 10 | 10 | 1573 | 1585 | -12   | 30  | poule retrocessione |
| 7.  | Zabok                | 20 | 9  | 11 | 1401 | 1405 | -4    | 29  | poule retrocessione |
| 8.  | Jolly Šibenik        | 20 | 8  | 12 | 1499 | 1532 | -33   | 28  | poule retrocessione |
| 9.  | Alkar                | 20 | 8  | 12 | 1458 | 1537 | -79   | 28  | poule retrocessione |
| 10. | Vrijednosnice Osijek | 20 | 7  | 13 | 1424 | 1490 | -66   | 27  | poule retrocessione |
| 11. | Kaštela              | 20 | 3  | 17 | 1488 | 1719 | -231  | 23  | poule retrocessione |

#### Seconda fase
|    | Squadra           | G  | V  | P  | PF   | PS   | Diff. | Pt. | Qualificazione |
| -- | ----------------- | -- | -- | -- | ---- | ---- | ----- | --- | -------------- |
| 1. | Cedevita          | 14 | 13 | 1  | 1330 | 978  | +352  | 27  | playoffs       |
| 2. | Cibona Zagabria   | 14 | 11 | 3  | 1239 | 1072 | +167  | 25  | playoffs       |
| 3. | Zara              | 14 | 8  | 6  | 1132 | 1062 | +70   | 22  | playoffs       |
| 4. | Kvarner 2010      | 14 | 7  | 7  | 1119 | 1139 | -20   | 21  | playoffs       |
| 5. | KK Zagabria       | 14 | 7  | 7  | 1117 | 1180 | -63   | 21  |                |
| 6. | Spalato           | 14 | 5  | 9  | 1012 | 1070 | -58   | 19  |                |
| 7. | Gorica            | 14 | 4  | 10 | 1043 | 1182 | -139  | 18  |                |
| 8. | Građanski Šibenik | 14 | 1  | 13 | 1007 | 1316 | -309  | 15  |                |

#### Poule retrocessione
Girone retrocessione
|    | Squadra              | G  | V  | P  | PF   | PS   | Diff. | Pt. | Qualificazione          |
| -- | -------------------- | -- | -- | -- | ---- | ---- | ----- | --- | ----------------------- |
| 1. | Alkar                | 20 | 12 | 8  | 1450 | 1438 | +12   | 32  |                         |
| 2. | Zabok                | 20 | 11 | 9  | 1397 | 1317 | +80   | 31  |                         |
| 3. | Vrijednosnice Osijek | 20 | 11 | 9  | 1399 | 1433 | -34   | 31  |                         |
| 4. | Jolly Šibenik        | 20 | 11 | 9  | 1476 | 1454 | +22   | 31  |                         |
| 5. | Škrljevo             | 20 | 10 | 10 | 1585 | 1562 | +23   | 30  | spareggio retrocessione |
| 6. | Kaštela              | 20 | 5  | 15 | 1504 | 1607 | -103  | 25  | retrocessa in A2 Liga   |

Girone promozione
|    | Squadra          | G | V | P | PF  | PS  | Diff. | Pt. | Qualificazione       |
| -- | ---------------- | - | - | - | --- | --- | ----- | --- | -------------------- |
| 1. | Hermes Analitica | 8 | 8 | 0 | 782 | 614 | +168  | 16  | promossa in A1 Liga  |
| 2. | Jazine Zara      | 8 | 5 | 3 | 637 | 594 | +43   | 13  | spareggio promozione |
| 3. | Stoja Pola       | 8 | 3 | 5 | 625 | 633 | -8    | 11  |                      |
| 4. | Vukovar          | 8 | 3 | 5 | 639 | 726 | -87   | 11  |                      |
| 5. | Međimurje        | 8 | 1 | 7 | 624 | 740 | -116  | 9   |                      |

Spareggio promozione/retrocessione
| Squadra 1 | Totale    | Squadra 2   | Andata  | Ritorno |
| --------- | --------- | ----------- | ------- | ------- |
| Škrljevo  | 168 - 158 | Jazine Zara | 90 - 83 | 78 - 75 |

### Playoff
|  | Semifinali | Semifinali      | Semifinali |                 |    | Finale   | Finale | Finale |  |
|  |            |                 |            |                 |    |          |        |        |  |
|  | 1.         | Cedevita        | 2          |                 |    |          |        |        |  |
|  | 1.         | Cedevita        | 2          |                 |    |          |        |        |  |
|  | 4.         | Kvarner 2010    | 0          |                 |    |          |        |        |  |
|  | 4.         | Kvarner 2010    | 0          |                 | 1. | Cedevita | 3      |        |  |
|  |            |                 |            |                 | 1. | Cedevita | 3      |        |  |
|  |            |                 | 2.         | Cibona Zagabria | 0  |          |        |        |  |
|  | 2.         | Cibona Zagabria | 2.         | Cibona Zagabria | 0  | 2        |        |        |  |
|  | 2.         | Cibona Zagabria |            |                 |    |          |        |        |  |
|  | 3.         | Zara            | 1          |                 |    |          |        |        |  |

| Prva hrvatska košarkaška liga 2015-2016 |
| --------------------------------------- |
| Cedevita 3º titolo                      |

## Squadra vincitrice
| N° | Naz.                            | Ruolo | Sportivo       |      | Alt. |  |
| -- | ------------------------------- | ----- | -------------- | ---- | ---- |  |
| 0  | Georgia (bandiera)              | P     | Jacob Pullen   | 1989 | 182  |  |
| 4  | Stati Uniti (bandiera)          | GA    | James White    | 1982 | 201  |  |
| 4  | Croazia (bandiera)              | P     | Toni Katić     | 1992 | 188  |  |
| 8  | Croazia (bandiera)              | G     | Fran Pilepić   | 1989 | 193  |  |
| 9  | Croazia (bandiera)              | AP    | Luka Babić     | 1991 | 200  |  |
| 11 | Croazia (bandiera)              | AC    | Karlo Žganec   | 1995 | 206  |  |
| 12 | Stati Uniti (bandiera)          | AP    | Henry Walker   | 1987 | 198  |  |
| 13 | Bosnia ed Erzegovina (bandiera) | AP    | Džanan Musa    | 1999 | 205  |  |
| 15 | Croazia (bandiera)              | C     | Miro Bilan     | 1989 | 213  |  |
| 18 | Croazia (bandiera)              | A     | Lovro Mazalin  | 1997 | 203  |  |
| 20 | Bosnia ed Erzegovina (bandiera) | P     | Nemanja Gordić | 1988 | 192  |  |
| 21 | Croazia (bandiera)              | AC    | Luka Žorić     | 1984 | 210  |  |
| 35 | Croazia (bandiera)              | AG    | Marko Arapović | 1996 | 203  |  |
|    | Croazia (bandiera)              | All.  | Veljko Mršić   |      |      |  |